# 宇佐美佑果
宇佐美佑果（1988年2月4日—），日本朝日電視台主播，出身於日本東京都。2012年4月加入朝日電視台，成為電視節目主持。身高158公分。

## 人物
宇佐美出生於日本，小時候在美國、英國、德國、智利度過，之後從國外回到日本，於慶應義塾湘南藤澤高等部畢業，進入慶應義塾大學綜合政策學部就讀了兩年後，前往美國Lewis & Clark大學攻讀國際關係並畢業。
2012年4月1日正式進入朝日電視台，先於人事部實習後，5月10日被分配到主播部門，經過一連串的訓練，於2012年7月24日開始播出的節目《速報！甲子園之路》與同是新人的主播久富慶子共同主持，也是她們首次亮相。
從2012年10月起，《ANN NEWS&SPORTS》改為每週日播放，原週六則延後15分鐘播出新節目《PORTAL ANN NEWS&SPORTS》，由她與小木逸平負責新聞播報。

## 主持節目

### 現在主持節目
- PORTAL ANN NEWS&SPORTS（2012年10月7日－） - 新聞部份主播
- （隔週）

### 過去主持節目
- 速報！甲子園之路（日语：速報!甲子園への道）（關東本地，2012年7月24日－7月30日） - 記者
- 烏合之眾電視！（日语：やじうまテレビ!）（2012年9月17日－9月21日） - 代替上宮菜菜子主播

## 外部連結
- 朝日電視台主播 宇佐美佑果 （日語）